# Serra del Pouet
La Serra del Pouet és una serra situada al municipi de Baix Pallars a la comarca del Pallars Sobirà, amb una elevació màxima de 1.512 metres.